# Soccer
Soccer foi o primeiro Jogo eletrônico de futebol. Ele foi feito pela empresa japonesa Taito, e desenvolvido por Tomohiro Nishikado, em 1973, para fliperamas.
Tendo como base o Elepong, o jogo era bem simples. O player controlava apenas dois jogadores (os 'bonecos' eram bastões verticais), um atacante e um goleiro, tocando a bola em cima de uma superfície verde, que era o máximo que a tecnologia da época conseguia simular um gramado na tela. Era possível ainda variar a direção e a velocidade dos “chutes”. Para isso, bastava tocar a “bola” em diferentes pontos do bastão que simbolizava os jogadores. Quem marcasse nove gols primeiro vencia.